# UFC 205
UFC 205: Alvarez vs. McGregor var en MMA-gala som arrangerades av Ultimate Fighting Championship och ägde rum 12 november 2016 i New York i USA. 

## Resultat
1. ↑  Titelmatch i lättvikt.
2. ↑  Titelmatch i weltervikt.
3. ↑  Titelmatch i stråvikt.
4. ↑  Catchweight 162,6 lbs.[2]